# 1494
1494 (MCDXCIV) var ett normalår som började en onsdag i den julianska kalendern.

## Händelser

### Maj
- 3 maj – Jamaica upptäcks av Christoffer Columbus.[1]

### Juni
- 7 juni – Genom Tordesillasfördraget delar Portugal och Spanien upp världen utanför Europa.

### Okänt datum
- Unionsförhandlingar hålls i Nya Lödöse mellan norska, danska och svenska rådsherrar.
- Sten Sture den äldre övertar den avlidne Nils Bosson (Sture):s län Stäkeborg, trots protester.
- Motståndet mot riksföreståndaren hårdnar och leds nu av Svante Nilsson (Sture), Arvid Trolle och ärkebiskop Jakob Ulvsson.
- Långhuset i Södra Råda kyrka, ytterligare en del av den unika bildskatten, utsmyckas av Mäster Amund.

## Födda
- 24 mars – Georgius Agricola, tysk humanist, mineralog och metallurg.
- 12 september – Frans I, kung av Frankrike 1515–1547.
- Kristina Nilsdotter (Gyllenstierna), svensk riksföreståndargemål 1512–1520, gift med Sten Sture den yngre.
- François Rabelais, fransk franciscanermunk, benediktinermunk, läkare, kyrkoherde och författare.
- Sten Sture den yngre, svensk riksföreståndare 1512–1520 (möjligen född föregående år).
- Hans Tausen – dansk reformator och psalmförfattare.

## Avlidna
- 11 januari – Domenico Ghirlandaio, italiensk målare under ungrenässansen.
- 17 november – Giovanni Pico della Mirandola, italiensk humanist och filosof.
- 19 december – Matteo Maria Boiardo, italiensk greve av Scandiano och poet
- Theda Ukena, grevinna och regent av Ostfriesland.

### Fotnoter
1. ↑  World Statesmen (läst 5 april 2011)